# Diplopterys cachimbensis
Diplopterys cachimbensis é uma espécie do gênero Diplopterys . 

## Taxonomia
A espécie foi descrita em 2006 por Charles Cavender Davis e William Russell Anderson. 
O seguinte sinônimo já foi catalogado:  
- Banisteriopsis cachimbensis  B.Gates

## Forma de vida
É uma espécie terrícola e trepadeira. 

## Descrição
| Folha                               | Folha                            |
| ----------------------------------- | -------------------------------- |
| folha quando em floração            | persistente                      |
| pecíolo comprimento                 | 4 - 24 milímetros de comprimento |
| Inflorescência                      |                                  |
| inflorescência tipo                 | umbela                           |
| bráctea e bractéola forma           | ovada                            |
| bráctea e bractéola postura         | ereta ou adpressa ao pedicelo    |
| Flor                                |                                  |
| pedicelo indumento                  | alvo a amarelo seríceo           |
| sépala pré-floração                 | imbricada                        |
| sépala elaióforo                    | presente                         |
| indumento da pétala na face abaxial | serícea                          |
| pétala margem                       | erosa a lacerada/denticulada     |
| estame conação                      | conato até a metade              |
| comprimento do estilete anterior    | igual aos posterior              |
| estilete indumento                  | glabro                           |
| Fruto                               |                                  |
| ala do mericarpo lateral            | desconhecido                     |

## Distribuição
A espécie é encontrada nos estados brasileiros de Mato Grosso, Pará e Roraima. 
Em termos ecológicos, é encontrada no domínio fitogeográfico de Floresta Amazônica, em regiões com vegetação de vegetação sobre afloramentos rochosos.